# 勒沙特利耶 (伊勒-维莱讷省)
勒沙特利耶（法語：Le Châtellier，法語發音：[lə ʃatəlje] ⓘ）是法国伊勒-维莱讷省的一个市镇，位于该省东北部，属于富热尔-维特雷区。

## 地理
勒沙特利耶（48°24'57"N, 1°15'15"W）面积13.43 平方千米，位于法国布列塔尼大區伊勒-维莱讷省，该省份为法国西北部沿海省份，位于布列塔尼半岛东部，北濒大西洋，西接阿摩尔滨海省和莫尔比昂省，南至大西洋卢瓦尔省，西南端接曼恩-卢瓦尔省，东临马耶讷省，东北与芒什省接壤。
与勒沙特利耶接壤的市镇（或旧市镇、城区）包括：帕里涅、波耶、圣日耳曼昂科格勒、维拉梅、莱波特迪科格莱。

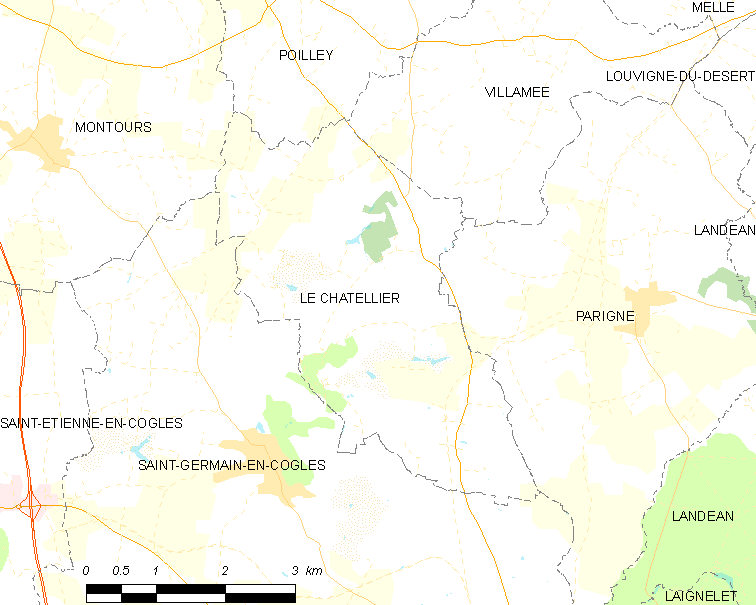
的OSM定位图

勒沙特利耶的时区为UTC+01:00、UTC+02:00（夏令时）。

## 行政
勒沙特利耶的邮政编码为35133，INSEE市镇编码为35071。

## 政治
勒沙特利耶所属的省级选区为瓦勒库埃农县。

## 人口

1962-2008年间人口变化图示

勒沙特利耶于2022年1月1日时的人口数量为427人。